# VC Oudegem in het seizoen 2020-21
Dit artikel beschrijft de Belgische volleybalploeg VC Oudegem in het seizoen 2020-2021 in de Liga Dames.

## Team 2020-2021
Trainer: Fien Callens ; hulptrainers: Bart De Gieter, Jiri Vermeulen.
| Nummer | Naam             | Nationaliteit | Functie  | Geboortedatum    | Gestalte |
| ------ | ---------------- | ------------- | -------- | ---------------- | -------- |
| 2      | Elise Van Sas    | België        | Setter   | 1 augustus 1997  | 1,88 m   |
| 3      | Lara Nagels      | België        | Setter   | 3 juni 1997      | 1,81 m   |
| 5      | Nel Demeyer      | België        | Libero   | 21 maart 2001    | 1,75 m   |
| 1      | Amber De Tant    | België        | Libero   | 22 maart 1998    | 1,77 m   |
| 12     | Bieke Kindt      | België        | Midden   | 11 februari 2000 | 1,91 m   |
| 4      | Nina Coolman     | België        | Hoek     | 25 januari 1991  | 1,81 m   |
| 13     | Bente Daniels    | België        | Midden   | 8 augustus 1996  | 1,85 m   |
| 7      | Femke Kindt      | België        | Opposite | 18 juli 2001     | 1,87 m   |
| 6      | Felice Vanassche | België        | Hoek     | 28 juli 2000     | 1,86 m   |
| 10     | Dauke Vreys      | België        | Hoek     | 17 februari 2002 | 1,80 m   |
| 11     | Nikita De Paepe  | België        | Hoek     | 22 februari 2001 | 1,82 m   |